# Петрушка (театр)
«Петрушка» — российский уличный театр кукол, основан в Москве в 1989 году солистом балета Андреем Шавелем и театральным художником Валентиной Смирновой. Полное наименование — Русский Традиционный театр кукол «Петрушка».

## Деятельность
Первое выступление состоялось в Гребневском парке подмосковного города Фрязино.
В общей сложности театр принял участие более чем в 30 международных фестивалях, участвует в массовых гуляниях и празднествах, регулярно выезжает на гастроли по России и в другие страны.
В 2004 году, совместно с управой района Покровское-Стрешнево города Москвы провели международный фестиваль «Русский балаган».
В мае 2012 года театр «Петрушка» принял участие в IX Бахрушинском благотворительном фестивале, прошедшем в городе Зарайске